# Карбонаре (Тренто)
Карбонаре је насеље у Италији у округу Тренто, региону Трентино-Јужни Тирол.
Према процени из 2011. у насељу је живело 297 становника. Насеље се налази на надморској висини од 1074 м.